# Universal Display Corporation

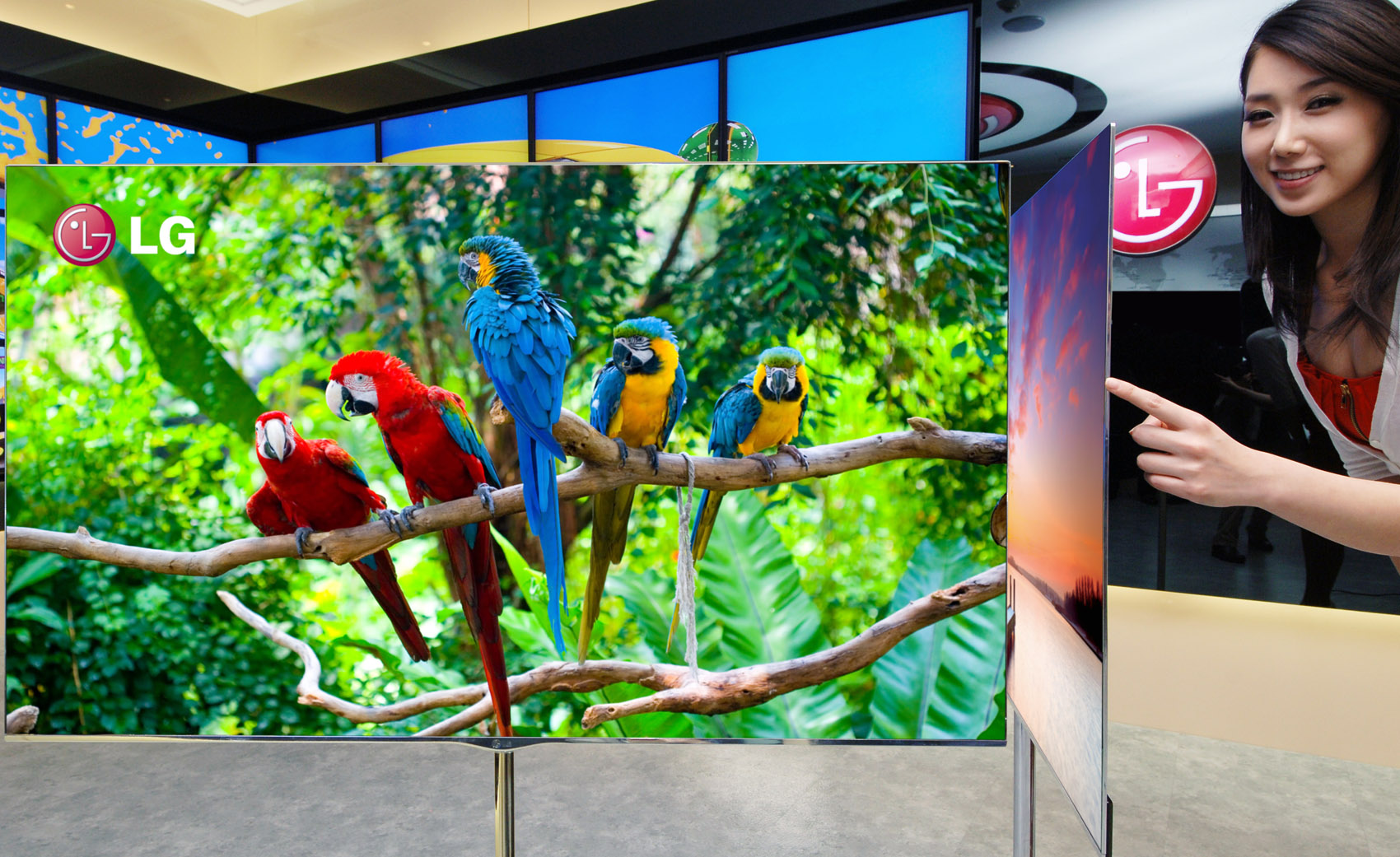
LG oled-tv

Universal Display Corporation (UDC) is een Amerikaans beursgenoteerd bedrijf dat sinds 1994 organische lichtemitterende diodes (oleds) ontwikkelt. Oleds zijn organische halfgeleiders die licht geven als er stroom op wordt gezet. Doordat UDC licenties verleent en basismaterialen levert voor de vervaardiging van beeldschermen en verlichting vindt haar technologie toepassing in een breed scala aan producten. Voorbeelden zijn de Samsung Galaxy S II smartphone en de oled-tv's van LG.